# ワイルドマウンテン
『ワイルドマウンテン』は、本秀康による日本の漫画作品。

## 概要
『アックス』（青林工藝舎）に連載されていた「ワイルドマウンテンライフ」をベースに『月刊IKKI』（小学館）にて2003年9月号から2010年2月号まで連載されていた。単行本は全8巻。

## あらすじ
東京・中野区に謎の隕石が激突、ワイルドマウンテン町が誕生。町長に就任した元・地球防衛軍隊長の菅菅彦（すが すがひこ）は、町を発展させるべく奮闘する。
香港編
単行本6 - 7巻に収録。疲れて眠りこける菅彦を完全に無視して、香港に出現した宇宙人と地球防衛軍の戦いを描く。実はストーリーにある秘密が隠されており、ジョージは戦いの裏で起きていた新事実を知る。

## 登場人物

### ワイルドマウンテン町の住人
菅 菅彦（すが すがひこ）
本作の主人公。ワイルドマウンテン町町長。元・地球防衛軍隊長。隕石撃墜に失敗、中野区に激突させてしまったことに責任を感じ、防衛軍を退職。ワケありで町長に就任する。
自己中心的な毒舌家。そのくせ気が小さく見栄っ張りで、自分のついた嘘で窮地に陥ることも。その場しのぎの嘘が原因でジャズマニアの振りをするハメになる。
パンダの妄想を見ることがある。妄想癖があり、女性にもてると思い込んでいる。実際、女性にもてるのだが、本人はそれに気づいていない。
隕石撃墜にこそ失敗したものの、射撃の腕は一流であり、ロボットの足を設計するなど基本的な能力は高い。周囲からの評価は高く、特に男性キャラクターからは尊敬されている。
銀造とは年齢の壁を越えた友情で結ばれている。銀造のためにビトウィーンVショーを開催したり、淵野辺さんにつかみかかったりとやさしい一面もある。
『笑っていいとも!』が大好きで、『いいとも!』見たさに神保さんの葬式を途中で抜け出した。後に脱「いいとも!」を目指し、いちおう成功している。
淵野辺さん（ふちのべさん）
ワイルドマウンテンに住む老人。孫の銀造を引き取っている。
銀造（ぎんぞう）
淵野辺さんの孫で現在4歳。この町唯一の子ども。特撮番組「ビトウィーンV」に夢中になっている。
家庭の事情から淵野辺さんに預けられている。「アイ」「アーイ！」「アウ」など、単語のみで会話する。
ハガレゴッドの放射能の影響で誕生した生き物たちと銀造楽団を結成している。楽団での担当はバンドマスター兼ピアニカ。
キノコ系の楽団員は食べ物としか思っておらず、平気でカレーの材料にしたり食い殺したりする。
神保さん（じんぼさん）
恰幅のいい中年男性。ジャズマニアで、レコードを多数所有している。ストーリー序盤でこの世を去る。菅彦のことを気に入っていたらしい。
神保さんちの奥さん（じんぼさんちのおくさん）
元歌手。現在は未亡人。ビリー・ホリデイに憧れている。
神保さん亡きあと一時的に菅彦と付き合うが、菅彦がマリちゃんを好きだったことを知ってしまう。

### 地球防衛軍
安藤マリ（あんどう マリ）
菅彦の大学時代の同期で、防衛軍の日本支部隊員。
隕石撃墜作戦のときはムーン・ステーションのオペレーターだったが、菅彦の退職により日本支部隊長に昇格。
香港編ではCB-04号機に搭乗し、香港サタンたちと戦う。
菅彦のことが好きだが、彼の身勝手な態度に怒り、腹いせにジョージと付き合う。
本厚木（ほんあつぎ）
菅彦の同期。神保さんちの奥さんに惚れている。
現在は軍を辞め、ワイルドマウンテンに住んでいる。
真面目で面白みのない自分にコンプレックスを感じ、あえて半年間引きこもってカッコよさを磨き、再登場する。
ジョージ
地球防衛軍ニューヨーク支部の隊長。マリと仲が良く、菅彦に嫉妬される。
ハンサムで頭も良く、射撃の腕も一流である。
菅彦のことを尊敬しており、香港での戦いのあと、軍を辞めてワイルドマウンテンに引っ越してくる。
小柳くん（こやなぎくん）
地球防衛軍の隊員。菅彦の元・部下。坊主頭で背が低い。菅彦とプライベートでも付き合いがある。
本田くんとアイリーンが付き合っていたことを知ったり、神保さんちの奥さんと付き合う前の、菅彦の童貞疑惑に気付いたりと、他人の秘密をつかんでしまうことが多い。
西田くん（にしだくん）
地球防衛軍の隊員の太った男。アイリーンと付き合っている。
アイリーン（あいりーん）
地球防衛軍の女性隊員。外人。左乳首にチョロ毛があるらしい。本田くんと付き合っていたが、裏切って西田くんに乗り換えた。
本田くん（ほんだくん）
地球防衛軍の専用車犬。人間のように歩いたり話したりできる。空を飛ぶことができ、ターボモードなら東京 - 香港間を1時間半ほどで飛行できる。
金髪フェチらしく、アイリーンと付き合っていたり、菅彦に金髪女性を紹介するよう迫ったりする。
長官（ちょうかん）
地球防衛軍日本支部のトップだがどこか頼りなく、香港編では泣いてばかりいる。
副長官（ふくちょうかん）
地球防衛軍日本支部の副長官。
サルタン・ヨギ
地球防衛軍インド支部の隊員。香港サタンを倒すため、CBロボに乗って香港に登場。
香港サタンCにロボットの腕を引きちぎられ、その後はおびえて攻撃を控えるなど、いまいち活躍せず。
興奮すると頭のターバンが飛ぶ。
チャーリー・デイヴィス
地球防衛軍イギリス支部の隊員。香港サタンを倒すため、CBロボに乗って香港に登場。
鼻がでかくアゴが割れている（ついでに顔も長い）。
透明になって姿を消した香港サタンBの攻撃が操縦席に命中し、命を落とす。
CBシリーズ
地球防衛軍所属のロボット。右肩にビーム砲を装備し、頭部が操縦席になっている。
元は宇宙開発用のロボットだったが、菅彦の設計により足が取り付けられるようになる。

### 「ビトウィーンV」関係者
ビトウィーンV （ビトウィーンブイ）
子供たちに大人気の特撮ヒーロー。
渋谷さん（しぶやさん）
「ビトウィーンV」の変身前・間憲造（はざま　けんぞう）を演じた俳優。イガグリ頭に太目の体型。
ダメ男役を演じるのが得意だが、本人の私服はチョイワル系である。隕石激突で妻と娘を亡くしている。
ショーをきっかけにワイルドマウンテン町に引っ越してくる。
柏さん（かしわさん）
「ビトウィーンV」プロデューサー兼ワイドショーのプロデューサー。ワイルドマウンテンの住人。
菅彦の態度に不審なものを感じ、ハガレゴッドの存在を突き止め、テレビで放送してしまう。
ガマ
ガマ魔怪人を演じている俳優。本人もガマ魔怪人そっくり。

### その他のキャラクター
有美さん（あるみさん）
銀造の母親。再婚相手を見つけて銀造を引き取りに来るが、菅彦のそばにいることが息子の幸せだと気づき、あきらめて身を引く。
鉄也（てつや）
銀造の父親。妻子に暴力をふるう最低の夫だったが、現在は更生して真面目に働いている。
思わぬ形で銀造と再会し、銀造をめぐって菅彦と殴り合いの喧嘩になる。
桜大三郎（さくら だいさぶろう）
女子更衣室を覗くのが好きな変態医師。ヘンな病気にしか興味がない。
大野さん（おおのさん）
柏さんの愛人の女子アナウンサー。
妄想パンダ親子（もうそうパンダおやこ）
菅彦の妄想の中に登場するパンダの親子。
U星人たち（ユーせいじんたち）
U星からやってきた、アミメ、ホソメ、ヒトツメ、フトメの宇宙人4人組。
圧倒的な科学力を持ち余裕しゃくしゃくであり、一ヵ月後の地球侵略を防衛軍に予告してくる。
菅彦の家の近くにロケットを止め、侵略を開始しようとするが、菅彦たちの撃った銃が偶然命中し、地球人に恐れをなして撤退する。

### ハガレゴッドたち
ハガレゴッド
ワイルドマウンテンの岩山に張り着いていた謎の巨大壁画。中野区に落下した隕石の正体である。本人いわく、宇宙人というより神や精霊に近い存在らしい。
菅彦を命の恩人だと勘違いしている。テレパシーで会話したり、宇宙で起きたことを念波で見たりすることができる。
動いている時だけ人間に無害な放射能を出すが、その影響で銀造楽団のメンバーが誕生する。
キタムラストーン
北村総一郎そっくりの人面石。銀造楽団のボーカル担当。
エノキ孝明をパシリに使ったりしておりいまいち人望に欠け、たけ子に「石コロ」呼ばわりされる。
松たけ子（まつたけこ）
銀造楽団の紅一点でサックス担当。菅彦に叶わぬ恋をしている。
カブちゃん（カブちゃん）
歩く切り株。銀造楽団のトランペット担当。
ドン栗山（ドン くりやま）
手足の生えたドングリ。銀造楽団のウッド・ベース担当。
江田くん（えだくん）
手足の生えた木の枝。銀造楽団のドラムス担当。カブちゃんの頭をドラム代わりに叩いている。
エノキ孝明（えのき たかあき）
タキシードを着たエノキダケ。銀造楽団のマネージャー。
大野さんに捕まって生放送で公開されそうになるが、仲間たちを守るため死を選び、菅彦と楽団員たち（銀造以外）の涙を誘う。
石黒ケン（いしぐろ ケン）
自分の力を見せるため、ハガレゴッドが誕生させた歩く小石。気味悪がった菅彦に投げ捨てられ、本篇からは退場。
4巻の巻末オマケマンガで真っ二つに割れ、一人で手を取り合って去っていく。
木之彦（きのひこ）
1巻の巻末オマケマンガに登場。銀造楽団のテナーサックス担当。
銀造に捕まり、カレーの材料にされてしまう。
シイ武男（シイ たけお）
2巻の巻末オマケマンガに登場。サックスの名プレイヤー。
楽団の正式メンバーになったとたん銀造に食べられ、木之彦に続く第二の犠牲者になる。

### ホニャホニャ星人たち
ホニャホニャ星に住んでいる宇宙人。自分たちのことしか考えていない醜い人々の集まりで、重力体系が崩壊し流星になってしまう。
アタマ・ヒラベッター
ホニャホニャ星大帝。その名の通り、頭が異様に平べったい。
太陽衝突2時間前に地球の存在を知り、嫉妬心から星を地球に激突させ道連れにしようとする。
ワニグチ開夫（ワニグチ あきお）
ホニャホニャ星補佐官。香港編のナレーターも務める。
腹部にワニの頭のようなものが付いており、気分によってそれが上下する。
ツマ洋二（ツマ ようじ）
ホニャホニャ星ロケット開発省大臣。つまようじに手足の生えたような姿をしている。
愛岩博士（あいわ はかせ）
ホニャホニャ星天体観測省の科学者。頭部がアイワのラジカセになっている。
太陽衝突2時間前に地球を発見し、大帝に報告する。

### 香港サタンたち
香港に出現した巨大侵略宇宙人たち。全部で4体出現し、1体倒されるごとに次の1体が登場する。腹部にあるポケットに何でも入れることができ、両腕をクロスさせることによってポケットを開け、中のものを取り出す。弱点を撃ち抜くと倒すことができるが、各個体ごとに弱点の位置と数が違っており、あっさり倒されたと思いきや、全く攻撃が効かないこともあり、防衛軍を混乱させる。
香港サタンA（ホンコンサタン エー）
最初に登場した香港サタン。コンベンションセンターを破壊したあと、中環へ移動。マリの攻撃を受け、あっさり倒される。
香港サタンB（ホンコンサタン ビー）
2番目に登場した香港サタン。香港サタンAの敵討ちのため、最初からCB-04号機の目前に出現。CBロボ3体の攻撃を受けるが、体を透明にして攻撃を逃れ反撃、チャーリーの命を奪う。
本田くんとジョージの活躍によって姿を現し、ジョージの一撃が偶然弱点に命中、灰になって倒される。
香港サタンC（ホンコンサタン シー）
香港サタンのリーダー格で、地球侵略計画の首謀者。
九竜半島の中心地、チムサーチョイに出現。サルタンの乗っていたCBロボの腕を引きちぎる。ザ・ペニンシュラ香港によじ登り、屋上に腰かけ食事を始めるなど、心臓に毛の生えたような態度を見せる。弱点に気付いたCB-04号機の攻撃を受け、ぶりっ子走りで逃走。透明化も防がれ、防衛軍の攻撃を受け倒される。
最強香港サタン（さいきょうホンコンサタン）
最後に登場した香港サタン。凶悪そうな外見と最後に出現したことから最強の香港サタンと勘違いされるが、実は香港サタンの中で最弱であり、CB-04号機の粋な計らいによって宇宙に去る。
サターン虫（サターンむし）
香港サタンの奴隷生物。細長い甲羅を背負った生き物だが、下部は海中に隠れていたため、まるでロケットのように見える。
香港サタンと同じくポケットに何でも入れることができ、その中に香港サタンを乗せて空を飛ぶ。
最強香港サタンと共に地球を去る。現在は違う星に住み着き、元気にやっているらしい。

## ワイルドマウンテン町
本作の舞台。中野区に謎の隕石が激突して誕生。グランドキャニオンを彷彿とさせる荒涼とした岩山である。劣悪な住環境のため、最初の住人は菅彦ただ一人であったが、徐々に住人が増え始め、人気特撮番組・ビトウィーンVショーが開催される。

## 音楽に関するトリビア
各話のタイトルに曲名から取られたものがある。

## 単行本
- ワイルドマウンテン (1) ISBN 978-4-09-188362-9
- ワイルドマウンテン (2) ISBN 978-4-09-188363-6
- ワイルドマウンテン (3) ISBN 978-4-09-188312-4
- ワイルドマウンテン (4) ISBN 978-4-09-188355-1
- ワイルドマウンテン (5) ISBN 978-4-09-188380-3
- ワイルドマウンテン (6) ISBN 978-4-09-188468-8
- ワイルドマウンテン (7) ISBN 978-4-09-188469-5
- ワイルドマウンテン (8) ISBN 978-4-09-188500-5